# Henri Baur
Henri Baur (geboren 14. November 1872 in Gebweiler, Deutsches Reich; gestorben 15. Mai 1932) war ein österreichischer Ringer, Diskuswerfer und Tauzieher.

## Leben
Henri Baur gehörte dem Wiener AC an. Bei den Olympischen Zwischenspielen 1906 in Athen gewann er im griechisch-römischen Ringen Silber im Schwergewicht und wurde Vierter im Tauziehen. Im Fünfkampf kam er auf den 20. Platz, seine Platzierung im Diskuswurf (griechischer Stil) ist nicht überliefert.
Nach dem Ersten Weltkrieg wurde er Sportlehrer beim jüdischen Sportverein Bar Kochba in Brünn in der Tschechoslowakei. 